# Sidney Godolphin, 1:e earl av Godolphin

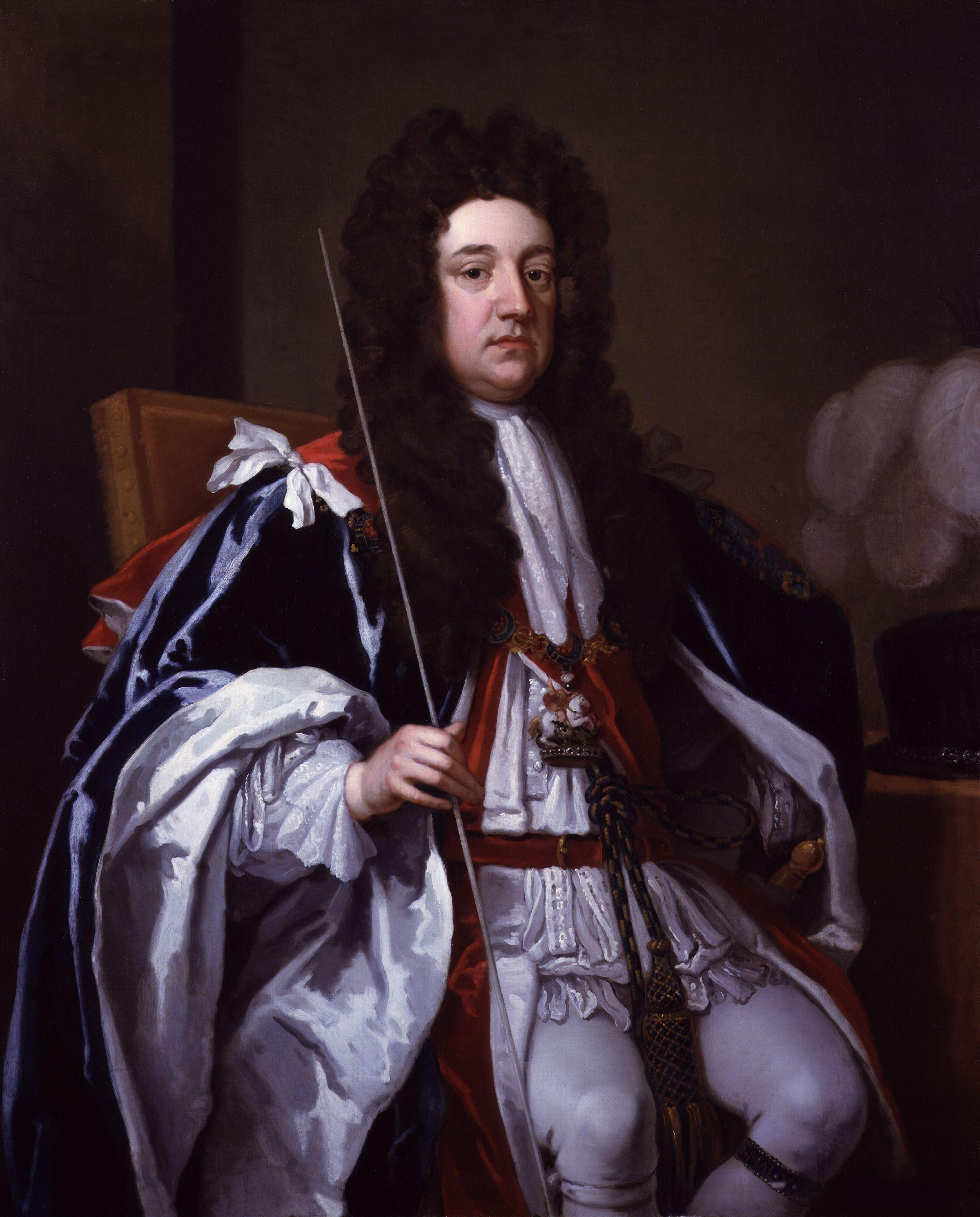
Sidney Godolphin, 1:e earl av Godolphin, porträtt av Godfrey Kneller.

Sidney Godolphin, 1:e earl av Godolphin, född 15 juni 1645 i Breage, Cornwall, död 15 september 1712 i St Albans, Hertfordshire, var en engelsk statsman. Han var far till Francis Godolphin, 2:e earl av Godolphin.
Godolphin kom 1662 som page till hovet, innehade sedan flera hovämbeten och satt 1668–1681 i underhuset, där han fick anseende för god finansiell förmåga och i allmänhet gick konungens ärenden. År 1679 blev Godolphin en av skattkammarlorderna, utnämndes april 1684 till statssekreterare och september samma år till förste skattkammarlord samt upphöjdes till peer (baron Godolphin). 
Enligt Karl II:s omdöme var Godolphin "aldrig i vägen och aldrig ur vägen", ett nyttigt redskap för maktens innehavare, obesvärad av mera utpräglade egna åsikter. Han höll i det längsta fast vid Jakob II:s sak, men inträdde efter dennes flykt redan 1689 som minister i kung Vilhelms tjänst och var 1690–1696 finansväsendets ledare som förste skattkammarlord. 
Godolphin stod samtidigt i korrespondens med den avsatte konungen och tvingades såsom invecklad i jakobitiska stämplingar 1696 avgå. Sin plats i skattkammaren återfick han i december 1700, tvingades än en gång avgå i december 1701, men utnämndes i maj 1702 av drottning Anna till riksskattmästare (Lord high treasurer) och delade sedan politiska öden med Marlborough, med  vars dotter Henrietta hans son Francis 1698 ingått äktenskap. 
Godolphin påverkades starkt av lady Marlborough, förmådde 1705 på hennes råd drottningen att närma sig whigs och tog under de båda närmast följande åren livlig del i arbetet för att åstadkomma unionen med Skottland. Godolphin, som ursprungligen räknats till torypartiet, blev efter 1706 alltmer beroende av de ledande whigpolitikerna, åt vilka, en efter annan, han skaffade ministerutnämningar. 
Då tories 1710 åter vann drottningens förtroende, blev Godolphin (augusti samma år) tvärt avskedad. År 1706 hade han upphöjts till earl av Godolphin. Han var personligen oegennyttig och gjorde sig under sin långa ämbetsmannabana värderad som en försiktig, arbetsam och smidig medhjälpare åt män med inbördes mycket växlande styrelsegrundsatser.